# Masiakriki
Masiakriki, ook wel Masiakreek of Maréchalskriki, is een plaats aan de Boven-Surinamerivier in het district Sipaliwini in Suriname. Tegenover het dorp ligt het eiland Masiakrikipaati.
In het dorp bevinden zich twee rooms-katholieke basisschool. De school en vijf onderwijzerswoningen werden in 2017 gerenoveerd met financiering van een inzamelingsactie door de Haagse katholieke parochie Maria Sterre der Zee.
De Nederlandse hiphopformatie SBMG plaatste begin 2018 zonnepanelen in het dorp. Dit was de kickoff van hun zonnepanelenproject, waarmee ze 64 dorpen in het binnenland voorzagen van zonnepanelen.
Carry-Ann Tjong Ayong publiceerde in 2004 haar boek Masiakriki – Het lied van de rivier, waarin haar twee bezoeken aan het dorp centraal staan. In het dorp richtte ze een kindercrèche op. In 2007 was ze terug met het Forumtheater om aandacht te schenken aan de preventie van aids. In 2011 werden bewoners door de stichting Vice Versa van Tjong Ayong betrokken bij het maken van theater, waarbij het ook een middel vormde om taboes te doorbreken.
In maart 2021 kreeg minister David Abiamofo van Natuurlijke Hulpbronnen groen licht van het traditionele gezag om een groot zonne-energieproject op te zetten in Botopasi dat ten goede komt aan een groot aantal dorpen langs de rivier, waaronder Masiakriki.
Het dorp speelt een belangrijke rol in de acceptatie van een nieuw aangetreden granman van de Saramaccaners. Volgens de traditie zou hij hier offers moeten brengen voor AvoGbonugbonu van de Abaisa-lo. De traditie gaat terug op een vertelling waarin Wetiwoyo zijn vader Kofi Bonsuma in 1835 zou hebben behekst en het ambt van granman meenam naar Pikin Rio.
In het dorp beheert de Vereniging Tio Boto een vakantieoord dat in 2009 werd geopend. Er zijn hutten met bedden en klamboes met toiletten en douches en er worden activiteiten georganiseerd, zoals een dansavond en tochten.